# Chiesa di San Lorenzo (Borgo Chiese)
La chiesa di San Lorenzo è una chiesa sussidiaria a Condino, frazione di Borgo Chiese in Trentino. Rientra nella zona pastorale delle Giudicarie dell'arcidiocesi di Trento e risale al XIII secolo.

## Storia

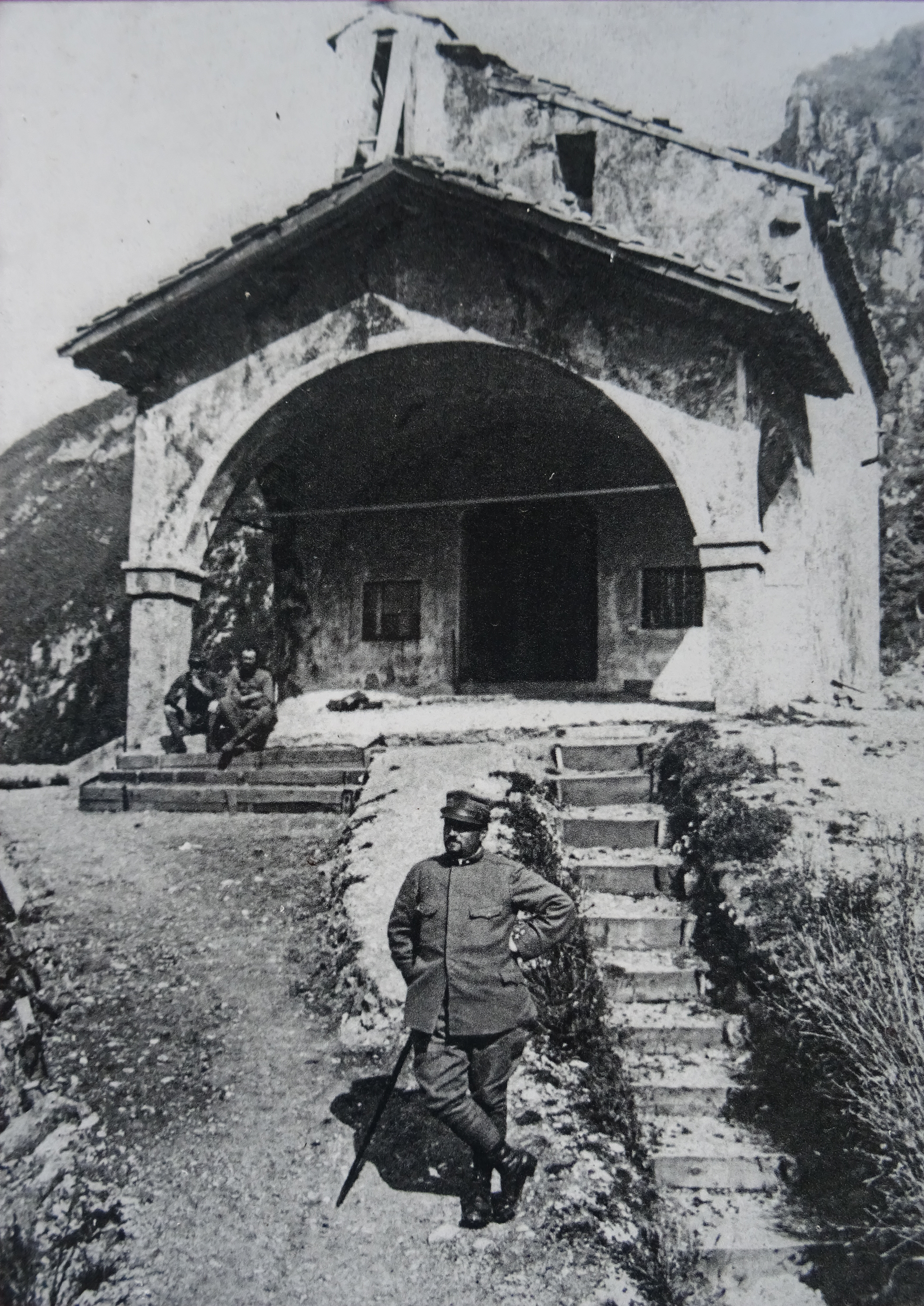
La chiesa durante la prima guerra mondiale

Il primo riferimento ufficiale alla piccola chiesa intitolata a San Lorenzo nell'abitato di Condino è del 1296. Attorno alla fine del XV secolo si lavorò alle coperture all'edificio e della sua torre campanaria e pochi anni dopo l'intera chiesa fu oggetto di una ricostruzione, ultimata attorno al 1526. Cristoforo II Baschenis e Simone II Baschenis dopo il termine dei lavori murari vi realizzarono vari affreschi.
Una prima ristrutturazione sul nuovo edificio venne attuata nel secondo decennio del XVII secolo. Durante la terza guerra d'indipendenza italiana l'edificio fu colpito da bombe e poi venne utilizzato a scopi militari, come ricovero per truppe, e nel corso della prima guerra mondiale venne seriamente danneggiato e nuovamente impiegato per scopi militari.
Nel primo dopoguerra i danni vennero riparati, e i preziosi affreschi dei Baschenis vennero restaurati.
A partire dal 1980 iniziò un nuovo ciclo di restauri conclusosi parzialmente nel 2013. Vennero toccati sia gli interni sia gli esterni andando ad interessare in particolare il tetto e gli intonaci. L'edificio non è stato adeguato alle norme postconciliati.

## Descrizione

### Esterni
Il piccolo luogo di culto si trova in posizione isolata a meridione dell'abitato di Condino e mostra tradizionale orientamento verso est. Davanti alla facciata si trova l'avancorpo che protegge l'ingresso e sopra, in posizione avanzata, si trova il campanile a vela. Il portale è architravato e ai lati sono poste due basse finestre con inferriate che portano luce alla sala.

### Interni

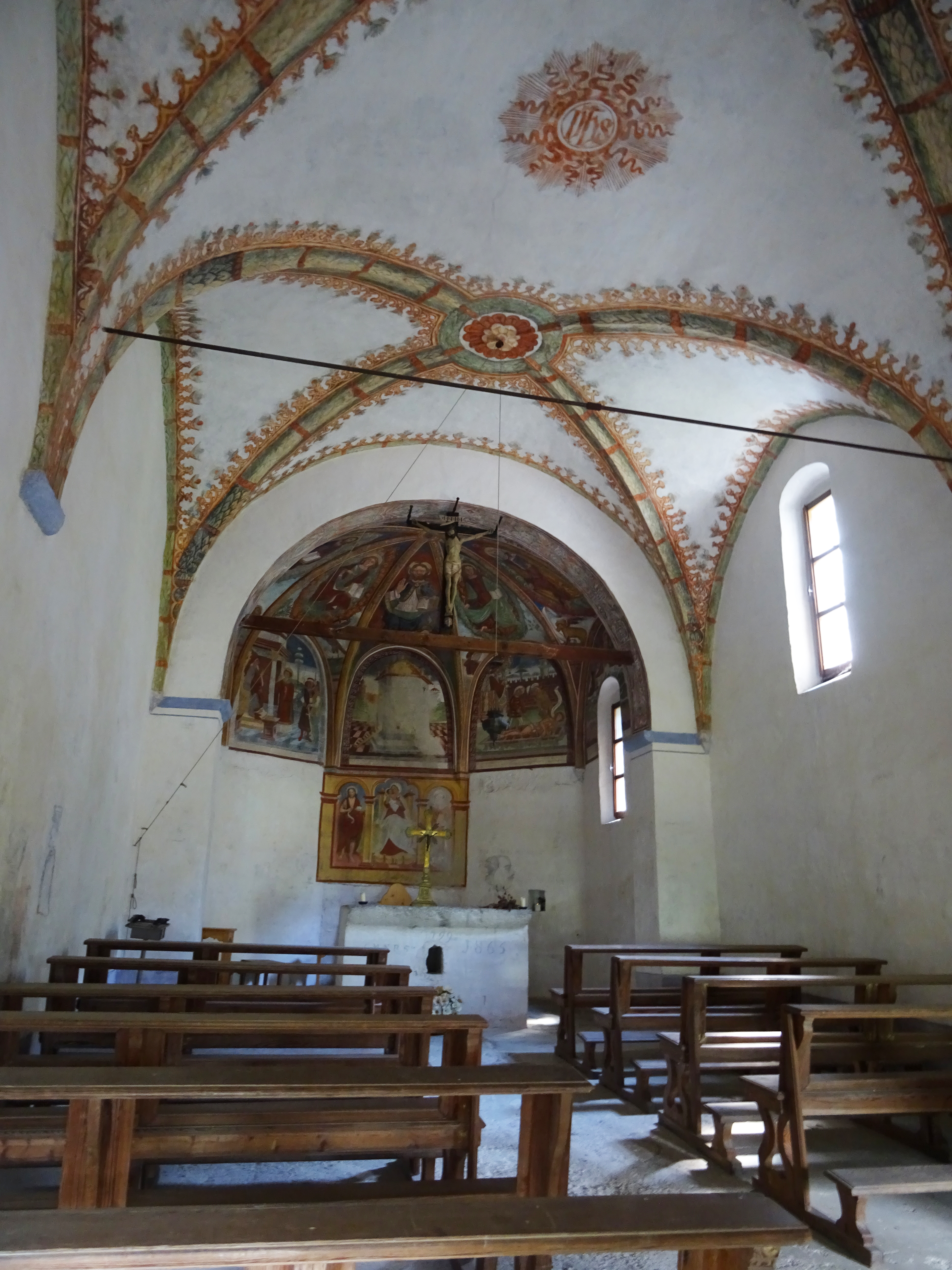
Interno

La navata interna è unica suddivisa in due campate con volta a crociera. La parte artisticamente più rilevante dell'interno è il presbiterio che alle pareti conserva affreschi di Cristoforo Baschenis e del figlio Simone. Al primo sono attribuite le Storie della vita di san Lorenzo e al secondo Madonna con Bambino e i santi Stefano e Giovanni Battista. Sulla volta Cristo ed evangelisti, attribuito a Cristoforo. 
La pala d'altare che raffigura Madonna con Gesù Bambino e santi è attribuita ad Ady Werner ed è stata realizzata nel 1927.